# 波克里夫齊
49°19′3″N 24°2′38″E / 49.31750°N 24.04389°E
波克里夫齊（烏克蘭語：Покрівці），是烏克蘭西部的村莊，隸屬利維夫州的斯特雷區。該村面積1.16平方公里，海拔高度268米，2001年人口658，人口密度每平方公里567.24人。